# Zámory Kálmán
Patkósszegi Zámory Kálmán (Nagykeszi, 1826. – Budapest, 1894. február 26.) földbirtokos, politikus, jogász, országgyűlési követ majd országgyűlési képviselő.

## Életpályája
A jogakadémia elvégzése után, 1844-ben Pesten, Szerencsy személynöknél volt gyakornok, majd Giczy ügyvédnél dolgozott Komáromban. 1845. szeptember 23-án ügyvédi esküt tett. 1849. júius 11-én, a zirci választókerületben, Ányos István helyére választották országgyűlési képviselőnek. Lókúti birtokán rejtőzködtek Kossuth gyermekei, míg le nem tartóztatták őket. A szabadságharc bukása után néhány évig közéleti szerepet sem vállalt, majd 25 évig képviselte a Komárom megyei Nemescsó választókerületét (először 1861-ben). Parlamenti beszédeit könyvben is kiadta.

## Családja
Szülei Zámory Károly (1790–1856) és Meszlényi Júlia (1800–1838) voltak. Egy testvére volt; György. 1842 körül nősült meg; alsókáldi Káldy Idával (1830–1901) kötött házasságot, de házasságukból gyermek nem született. 
Sírja Alsó-Káld temetőjében.